# Duomo di Orbetello
La concattedrale di Santa Maria Assunta è il principale luogo di culto di Orbetello, in provincia di Grosseto, concattedrale della diocesi di Pitigliano-Sovana-Orbetello e sede della parrocchia di San Biagio.

## Storia e descrizione

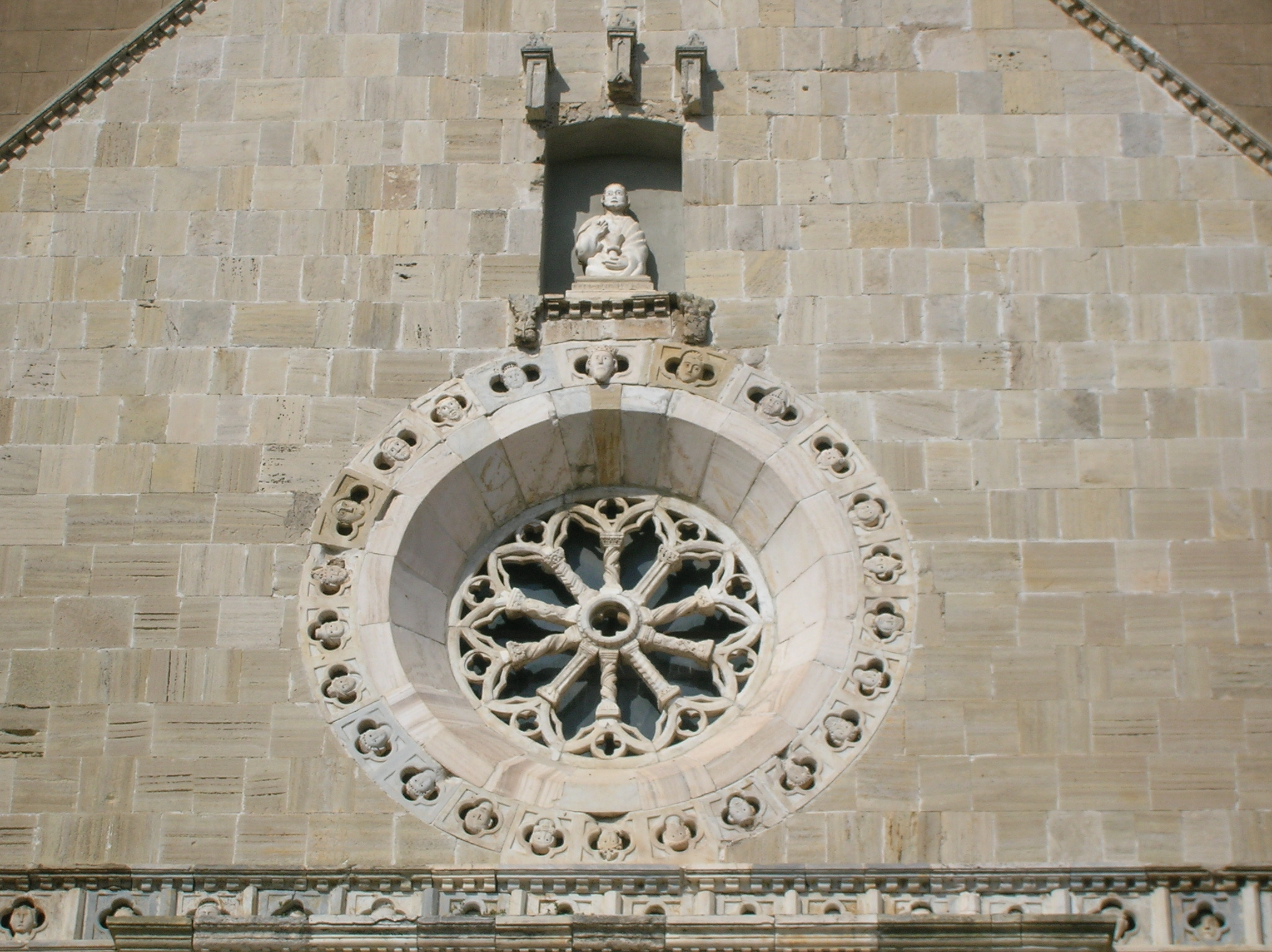
Rosone e busto di Gesù benedicente

L'ipotesi che la chiesa sia stata innalzata sulle rovine di un tempio etrusco divenuto poi romano non ha ancora trovato una sicura conferma su dati accertati, anche se i reperti romani ritrovati in quest'area e l'alto basamento su cui si innalza, simile al podio di un tempio, sembrerebbero prove eloquenti in questo senso.
Sin dall'età Carolingia l'agro Orbetellano venne infeudato all'Abbazia delle Tre Fontane di Roma (805 d.C.) e con le Bolle Pontificie di Lucio III (5 aprile 1183) e Alessandro IV (22 gennaio 1255) il Duomo divenne direttamente soggetto all'Abbazia e di conseguenza alla Santa Sede.
Si ha notizia di un ampliamento dell'edificio nel 1201 nell'ambito dell'ingrandimento generale della città. Sostanziali lavori di riedificazione furono effettuati tra il 1370 e il 1376; a questo intervento risale la facciata tardo gotica con portale a sesto acuto riccamente scolpito, sormontato da un'elegante fascia dentellata decorata da protomi umane; sopra si apre lo splendido rosone, delimitato da un giro di quadrilobi dove si affacciano volti maschili, e ancora sopra, entro una nicchia, il busto di San Benedetto da Norcia. Non è un caso che si trovi nella facciata il busto del fondatore dell'ordine benedettino: nel 1138 infatti Papa Innocenzo II convertì l'allora Pieve in un monastero e lo affidò nelle mani dei benedettini riformati, i Cistercensi di Bernardo di Chiaravalle che tennero il monastero fino al 1269.
La rigogliosa decorazione plastica del portale consta nel profondo sguancio di colonnine abbinate a elementi a tortiglione e a rosette; i pilastrini laterali sono ornati con pampini e con uccelli; nello stipite di sinistra, tra due colonnine tortili, è scolpito lo stemma di Orbetello, il leone che abbranca con una fiocina un pesce. Si tratta della prima raffigurazione (1376) finora nota dello stemma civico.
Nel 1411 fu elevata al titolo di Insigne Collegiata di S. Maria Assunta ed il primo Abate commendatario del Papa fu il cardinale Brando di Castiglione Olona. Nel Seicento fu ampliata, aggiungendo due navate laterali provviste di facciata, la cupola della cappella di San Biagio e inglobando la facciata tardo-gotica in un'altra di dimensioni più grandi. Al 1898 risale l'edificazione della torre campanaria in stile neogotico.
Nel 1981 con la Bolla "Sancti Vincentii et Anastasii" Papa Giovanni Paolo II sciolse il tratto toscano dall'Abbazia delle Tre Fontane e incardinò i paesi di Orbetello, Porto Santo Stefano e Isola del Giglio nella diocesi di Pitigliano - Sovana. Contemporaneamente il Duomo fu elevato a concattedrale e la diocesi assunse il nome di diocesi di Pitigliano-Sovana-Orbetello.

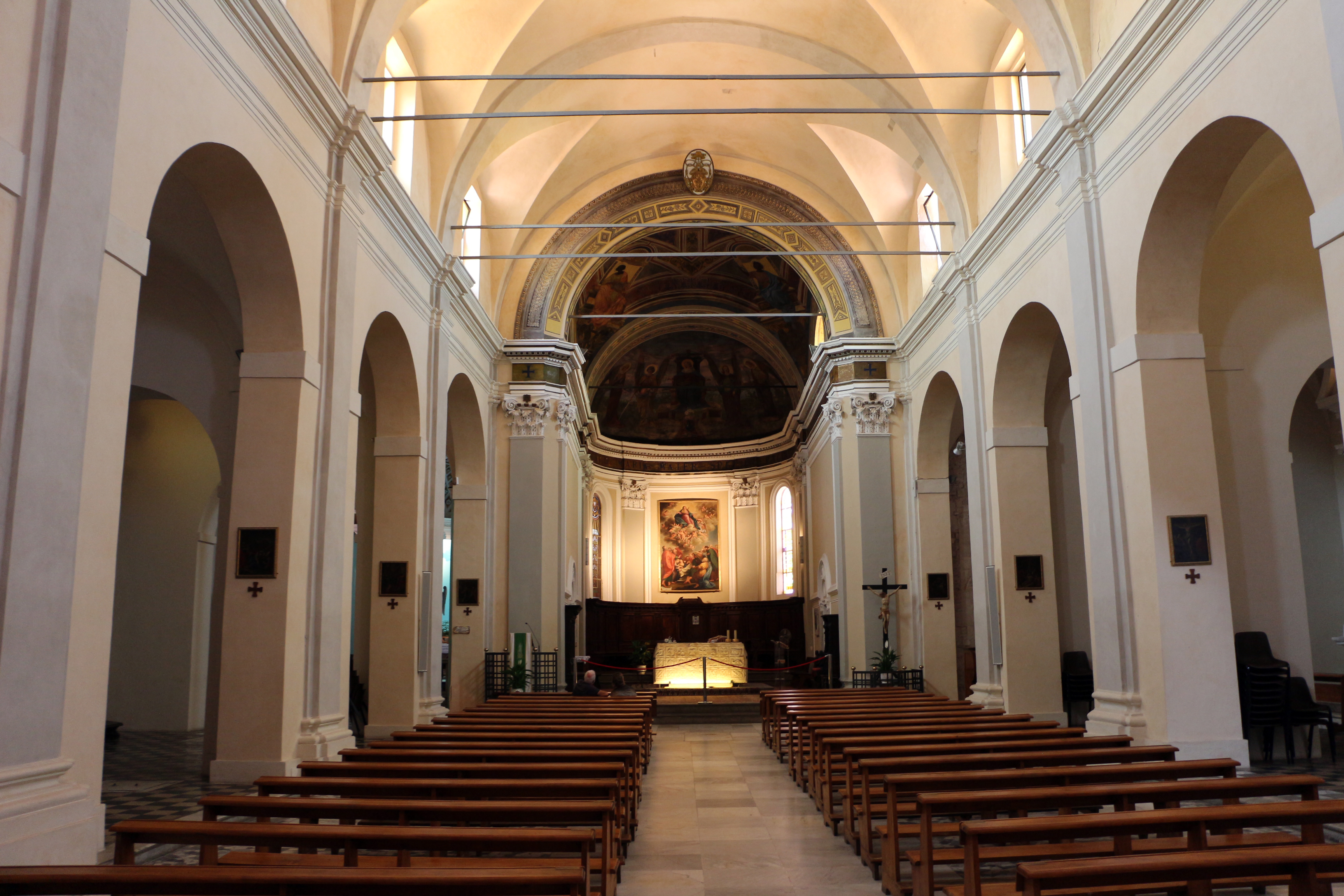
Interno

L'interno è a tre navate, con altari di forme classicheggianti. Nella controfacciata trova luogo la cantoria lignea, datata 1851, con al centro lo stemma di Orbetello.
Nella navata destra si apre la cappella dedicata a San Biagio, l'ambiente sacro di maggior rilievo della città. La cappella, costruita tra la fine del Seicento e gli inizi del Settecento secondo aggraziati stilemi tardo barocchi, custodisce la testa del santo entro il pregevole busto reliquiario in argento sbalzato e cesellato dall'orafo romano Cesare Aureli (1893).
L'ambiente a pianta quadrata è sormontato da una cupola spartita da quattro costoloni in vele dove si aprono finestre dalle cornici sagomate e decorate in stucco con testine angeliche e palme del martirio. Particolarmente elaborato è l'altare a timpano spezzato con al centro in un riquadro a rilievo il busto di San Biagio. Ai lati dell'altare, due raffinati armadi a muro destinati a contenere le reliquie; nelle pareti laterali, due cornici in stucco racchiudevano le tele che insieme a quella dell'altare sono andate distrutte durante l'incendio del 1974.
Accanto alla cappella di San Biagio, sono da notare due lastre tombali seicentesche, interessanti soprattutto da un punto di vista documentario. Nella sacrestia si conserva la venerata statua lignea policromata della Madonna Assunta.
Nel presbiterio il coro ligneo (1614) esibisce raffinati intagli con testine angeliche e sobri motivi classicheggianti. Nella parete destra del presbiterio va notato un tabernacolo a muro costituito da una incorniciatura marmorea a tralci vegetali con lo stemma di Orbetello, ascrivibile ad una bottega senese della fine del Quattrocento. Il presbiterio presenta una decorazione degli inizi del XX secolo con la raffigurazione nel catino absidale della Madonna col Bambino in trono fra angeli sullo sfondo della laguna di Orbetello, e i Quattro Evangelisti rappresentati nella volta. Il paliotto dell'altare maggiore è costituito da un'interessante lastra marmorea altomedievale, ritrovata nel 1964; si tratta di un raro manufatto scolpito a rilievo con un sistema a griglia di ventiquattro formelle decorate con elementi vegetali, zoomorfi e geometrici dal significato simbolico.
A sinistra del presbiterio si apre la cappella neoclassica del Santissimo Sacramento, che reca nella cupola il dipinto murale dell'Assunzione della Madonna, molto frammentario e rovinato. Negli altari del lato sinistro si segnalano due opere pittoriche settecentesche, la Circoncisione, datata 1741, e i quindici quadretti su rame con i Misteri del Rosario. Nell'ultima campata della navata di destra vi è l'organo a canne, costruito dalla ditta Costamagna nel 1950, con 8 registri su due manuali e pedale.
Il 25 settembre 2021 il Duomo ha ospitato il matrimonio della principessa Marie-Astrid del Liechtenstein, figlia del principe Nikolaus del Liechtenstein e della principessa Margaretha di Lussemburgo, con Ralph Worthington. 

## Galleria d'immagini

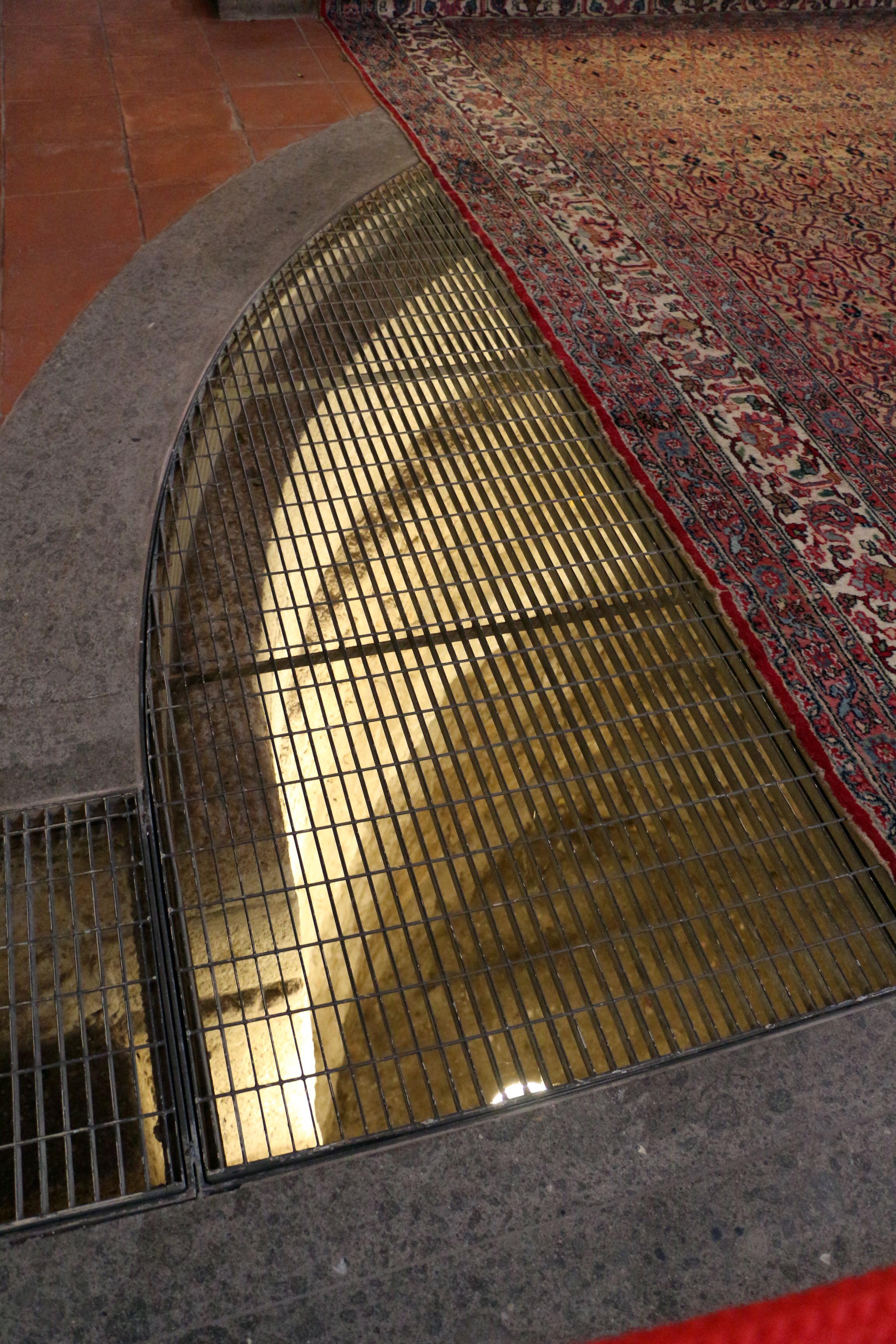
Scavi dell'antica abside
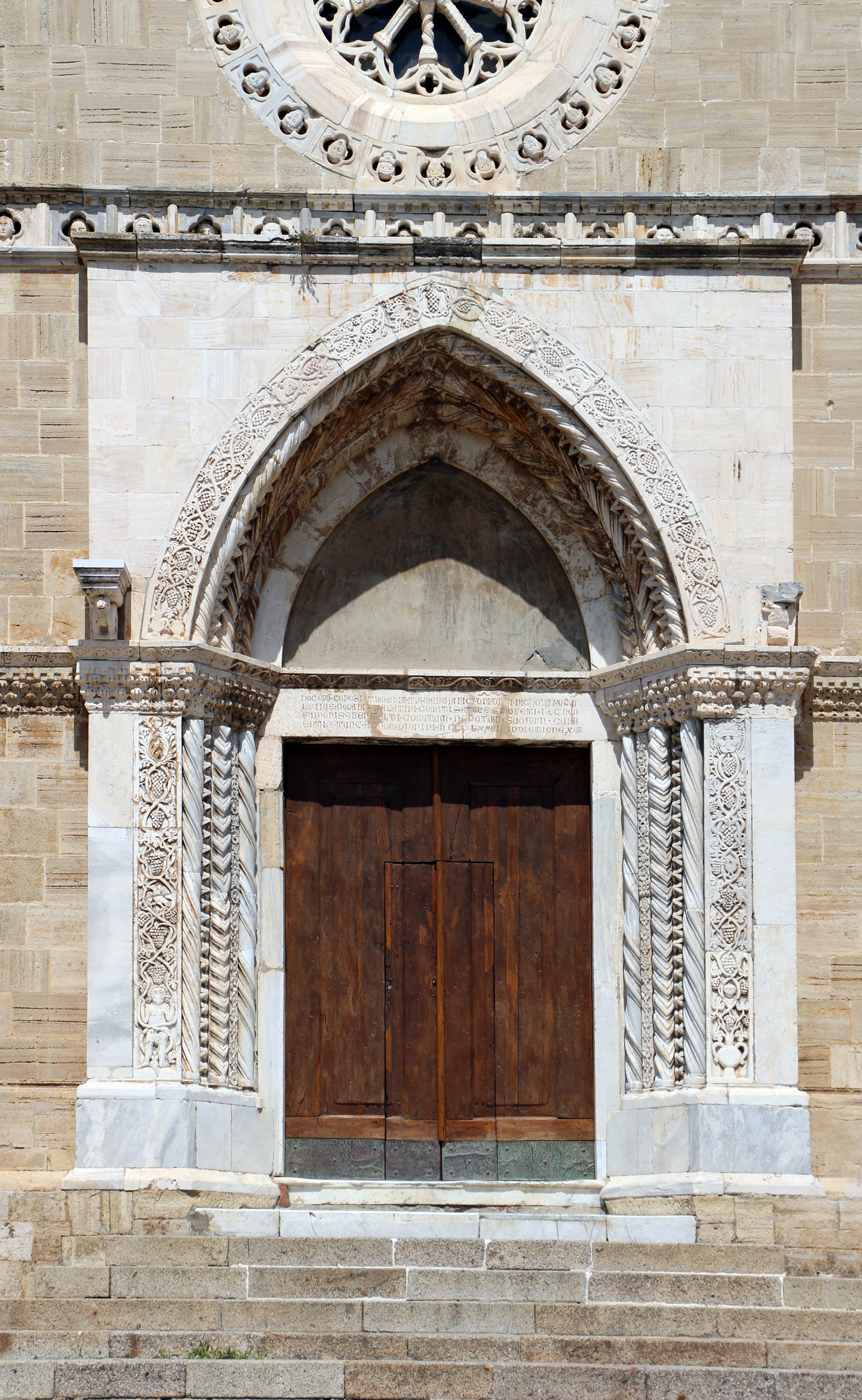
Il portale
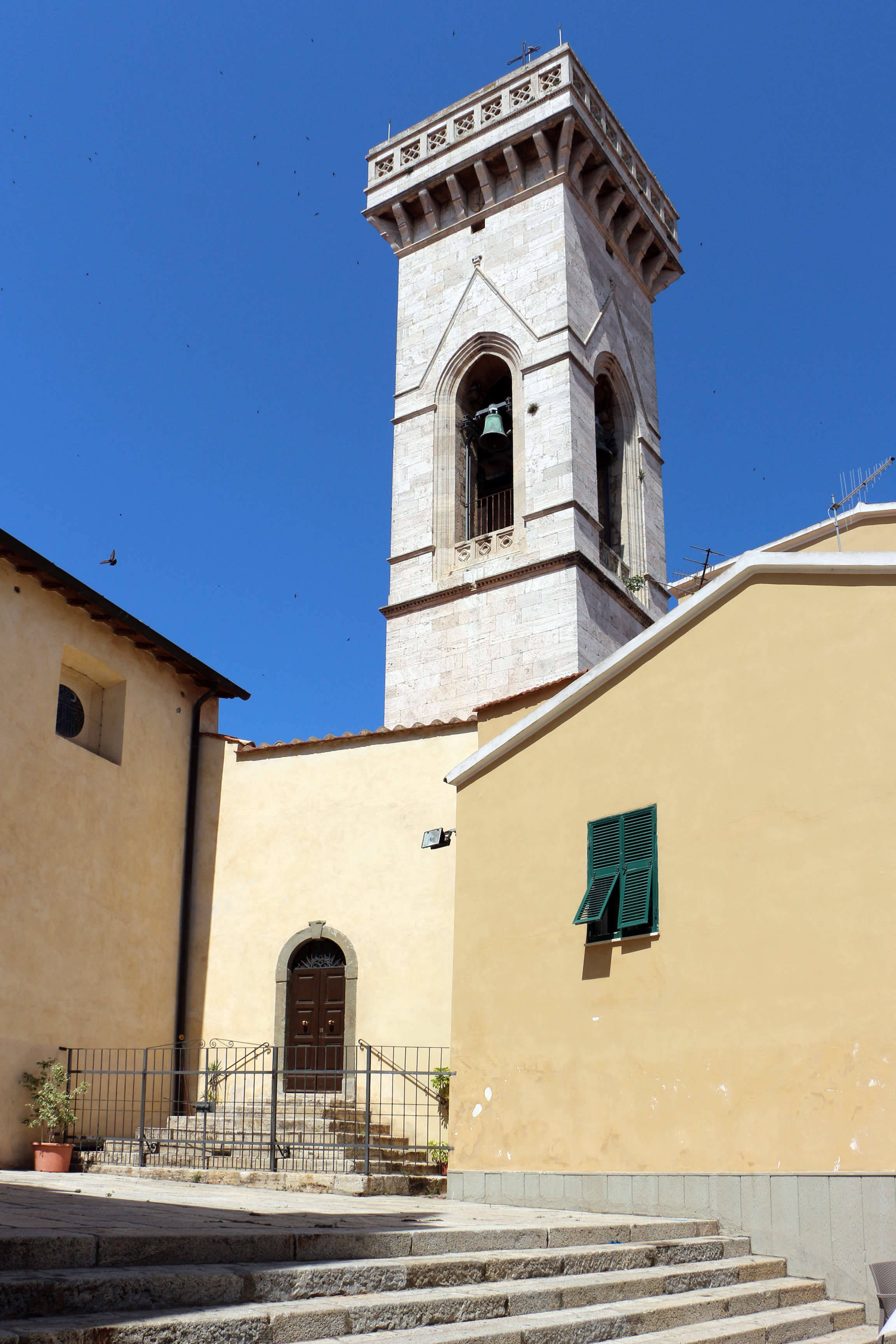
Il campanile
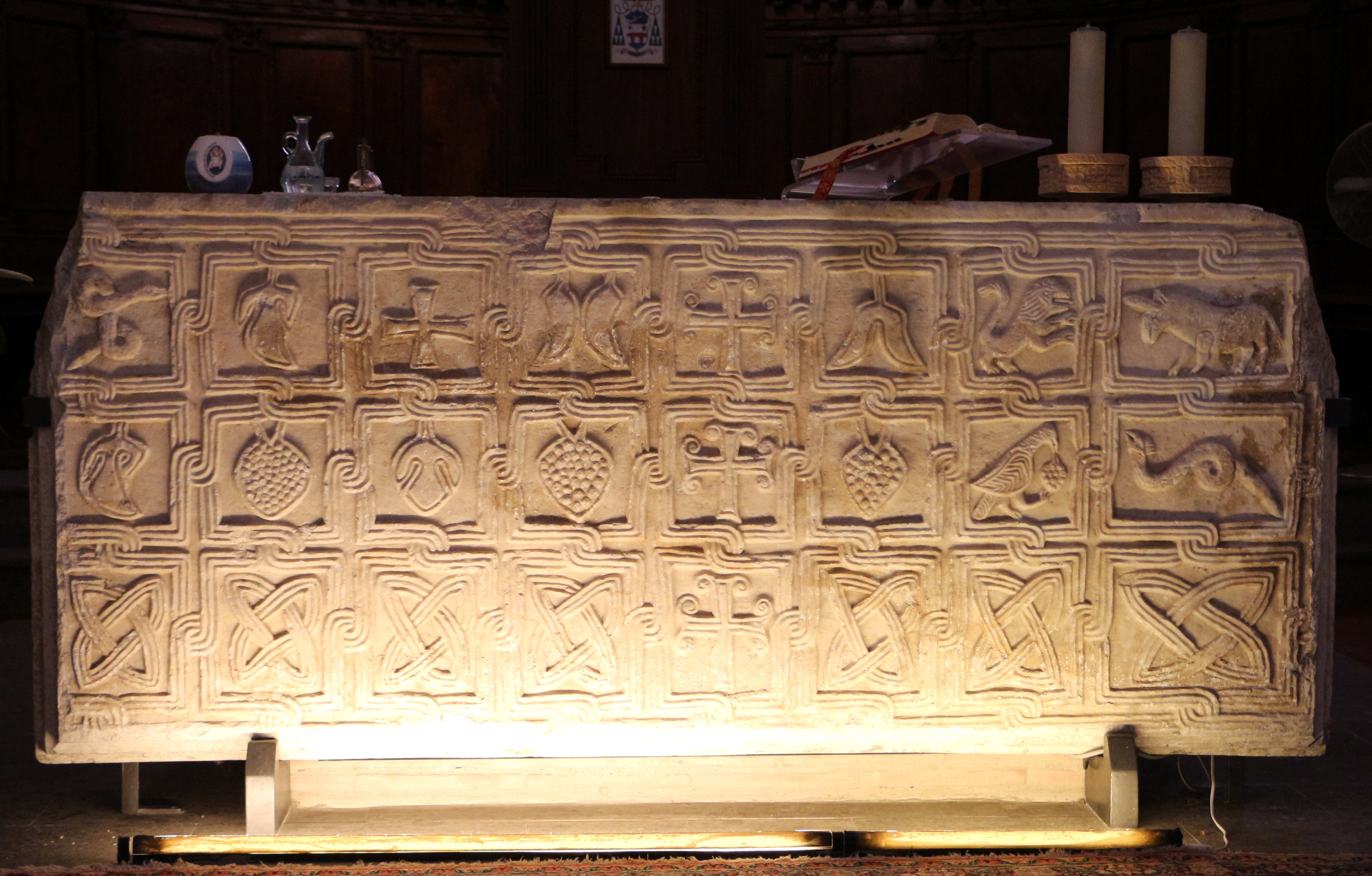
Paliotto dell'altare maggiore
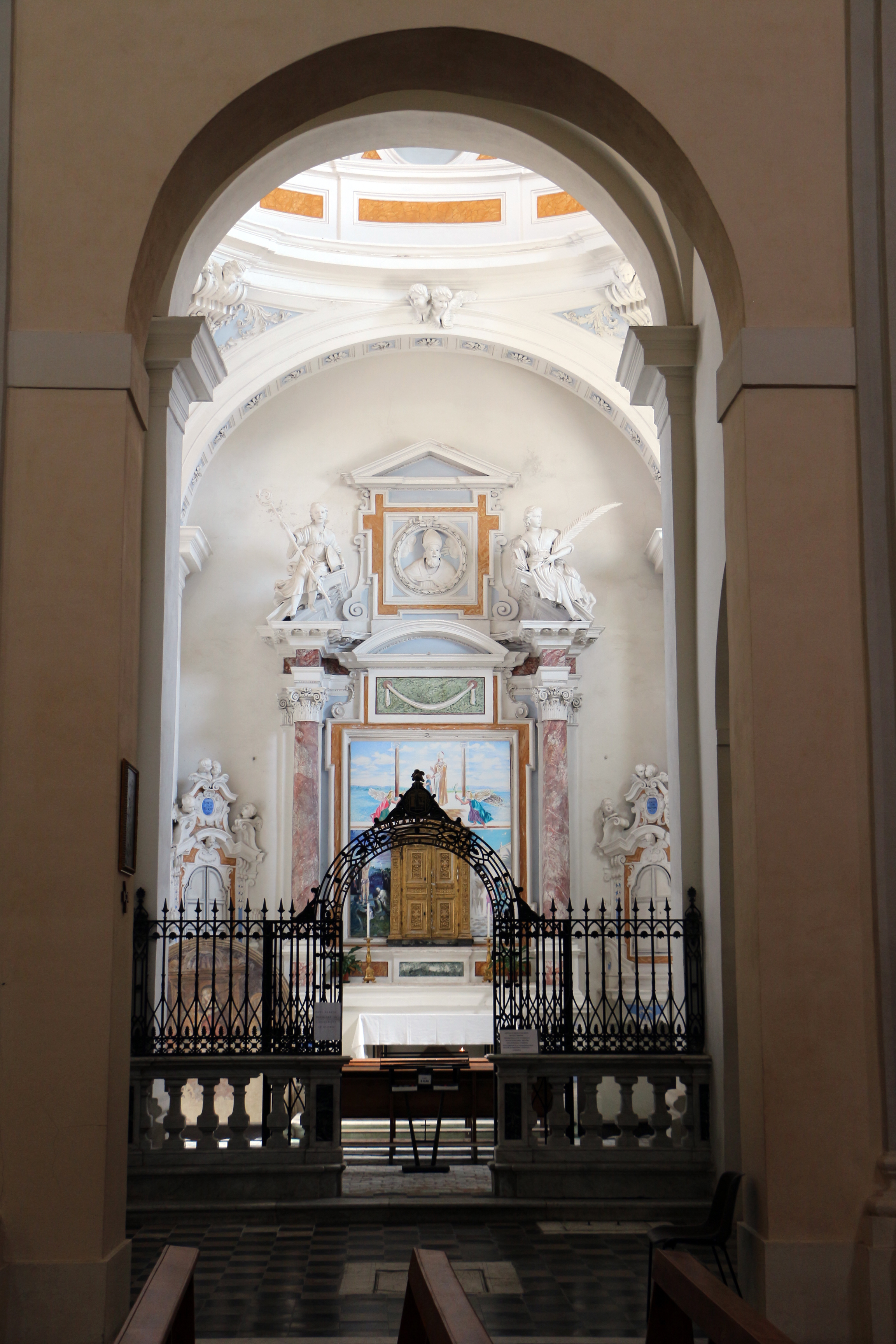
Cappella di San Biagio
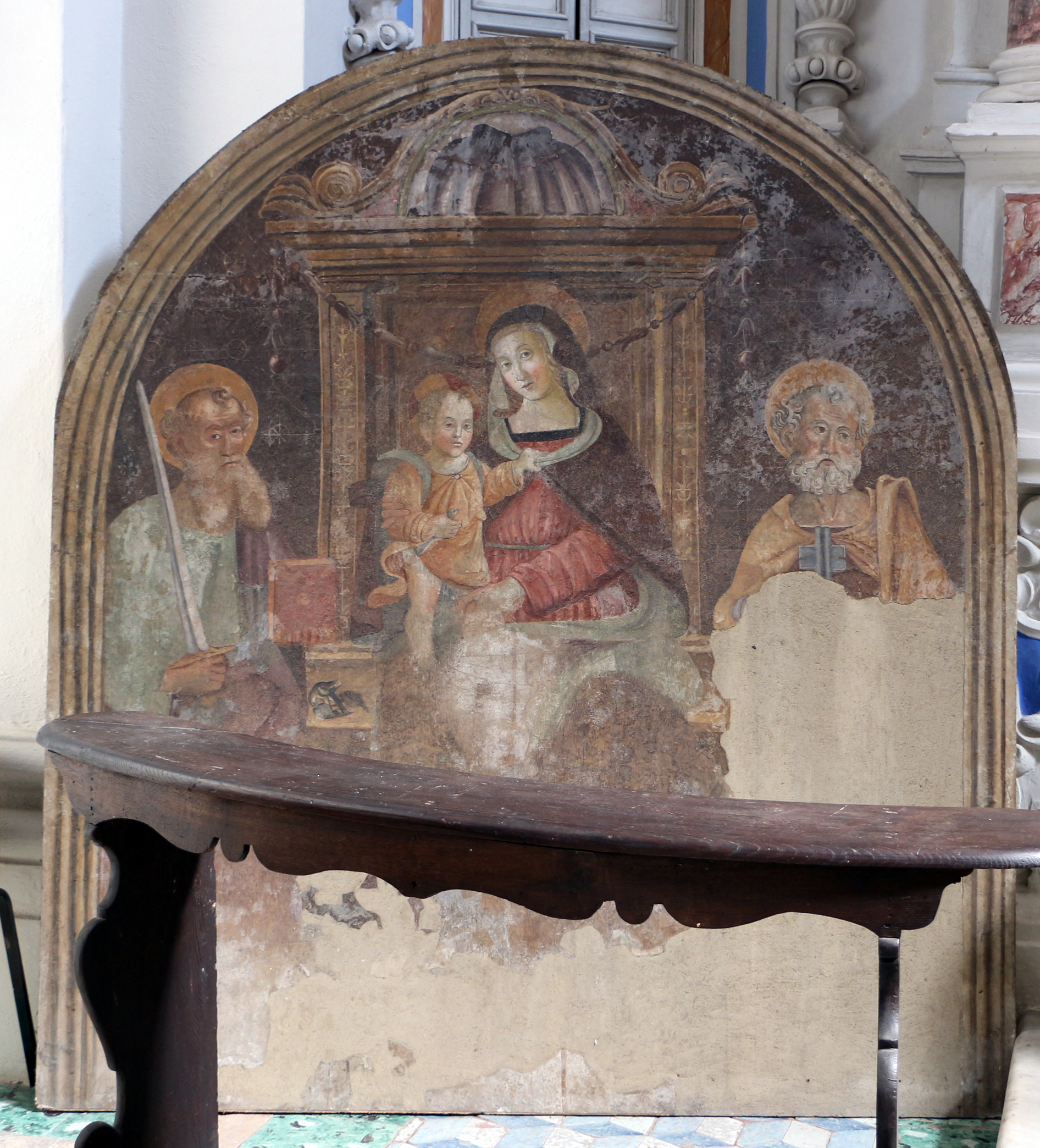
Madonna col Bambino tra i Santi Pietro e Paolo
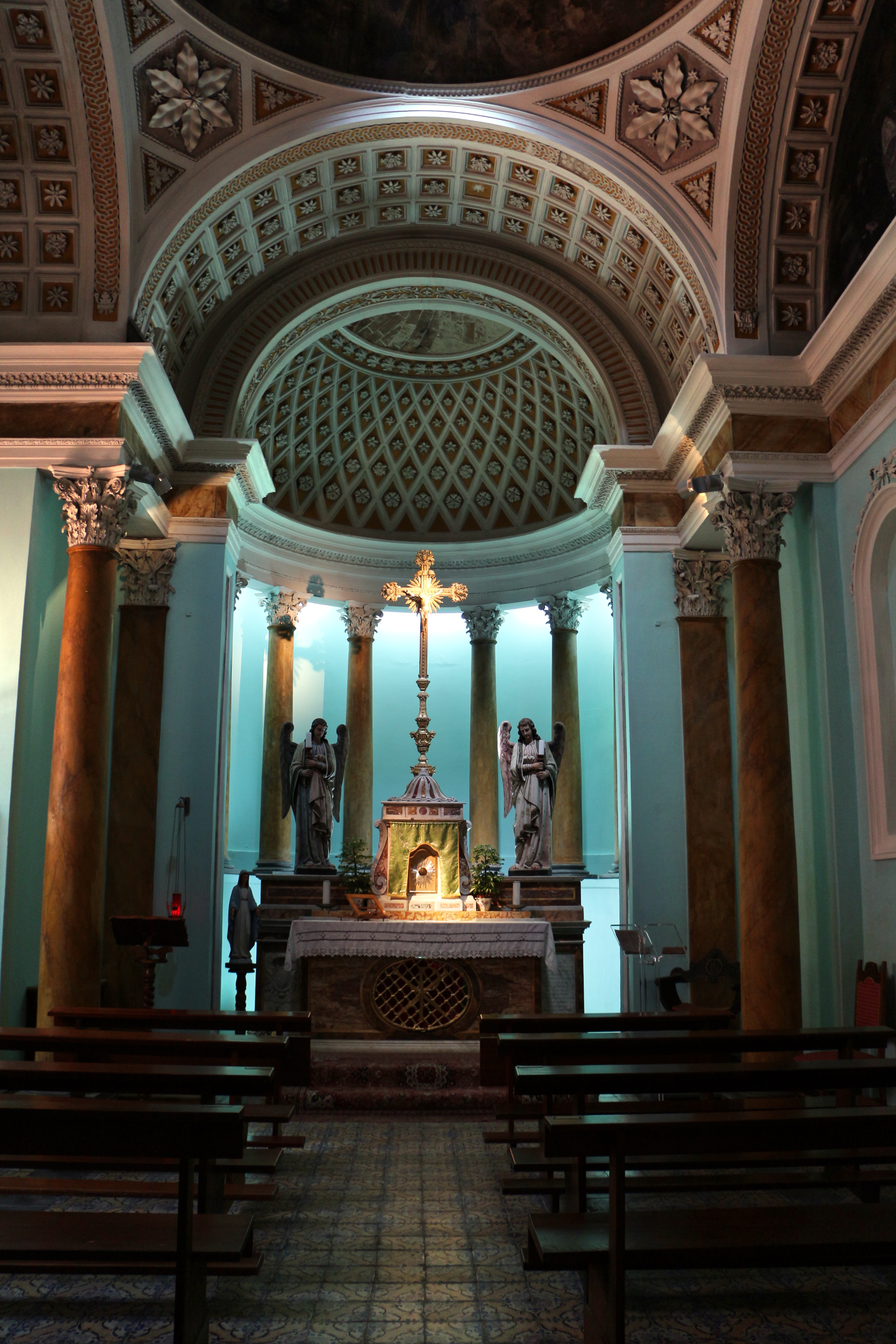
Cappella del Santissimo Sacramento